# 朝比奈まこと
朝比奈 まこと（あさひな まこと）は、日本の漫画家。成年向け漫画雑誌で活動している。
小学生や中学生の少女を対象にロリ系の漫画を描く。凌辱、強姦、輪姦など、一方的な性行為の作品が多い。

## 作品リスト

### 単行本
成人向け作品
- 東京少女伝説 三和出版 サンワコミックス 2000年12月 ISBN 978-4883560677
- 放課後少女市場 三和出版 サンワコミックス 2002年9月30日 ISBN 978-4883561445
- 少女姦察日記  三和出版 サンワコミックス 2008年10月31日 ISBN 978-4883564156
- 美少女秘密体験 クイン出版 クインコミックス 2010年2月12日 ISBN 978-4862840806
  - 相沢ミクちゃんとドキドキデート
  - 秘密の授業参姦日
  - 秘密のオーディション
  - ふくらみかけ美少女検査
  - 美少女どきどき体験
  - 美少女アイドル飼育室
  - 禁断！美少女ホームステイ
  - 美少女アイドル飼育室～乙川アリス編～
  - 奴隷〇学生
  - い・け・な・いミラーマジック
  - 真夏の誘惑
  - まなみじゅうに
- ば～じんスリット 三和出版 サンワコミックス 2011年5月1日 ISBN 978-4883564484
- 絶望林間学校 オークス OKS COMIX 2011年6月 ISBN 978-4799001295
- 絶体絶命処女 三和出版 サンワコミックス 2011年6月 ISBN 978-4883564743
- 美少女秘所いじめ 一水社 いずみコミックス 2012年7月 ISBN 978-4864161312
- アイドル恥辱教室 三和出版 サンワコミックス 2012年11月 ISBN 978-4883564828
- じぇいえすラブど～る 三和出版 サンワコミックス 2013年12月 ISBN 978-4883564972
- 美少女いじめスクール 一水社 いずみコミックス 2014年3月 ISBN 978-4864162272
- 絶対痴漢電車 オークス OKS COMIX 2014年6月 ISBN 978-4799006283
- 全裸お漏らし教室 メディアックス ＭＤコミックス NEO 2015年9月 ISBN 9784862015266
- ないしょのワレメ・レッスン 三和出版 サンワコミックス 2015年11月 ISBN 9784776990628
- おもらしきっず メディアックス MDコミックス NEO 2016年09月 ISBN 9784862015914
- 絶望林間学校新装版 ジーウォーク ムーグコミックス 2016年11月 ISBN 9784862976321
- 絶対痴漢電車新装版 ジーウォーク ムーグコミックス 2017年04月 ISBN 9784862976680
- 思春期まる見え！コンプレックス メディアックス MDコミックスNEO 2020年04月 ISBN 9784866746159
- まる見え少女銭湯 メディアックス MDコミックスNEO 2021年04月 ISBN 9784866746494
- 陰キャで始まるぺたん娘ハーレム生活 メディアックス MDコミックスNEO 2023年05月 ISBN 9784866747095

### ゲーム
成人向け作品
- 奪われた夕暮れ
- 性春謳歌